# Andrena tkalcui
Andrena tkalcui là một loài Hymenoptera trong họ Andrenidae. Loài này được Gusenleitner & Schwarz mô tả khoa học năm 2002.